# Gare de Grenoble
Gare de Grenoble – stacja kolejowa w Grenoble, w regionie Owernia-Rodan-Alpy, we Francji. Stacja posiada 4 perony.